# Sprinkenhof

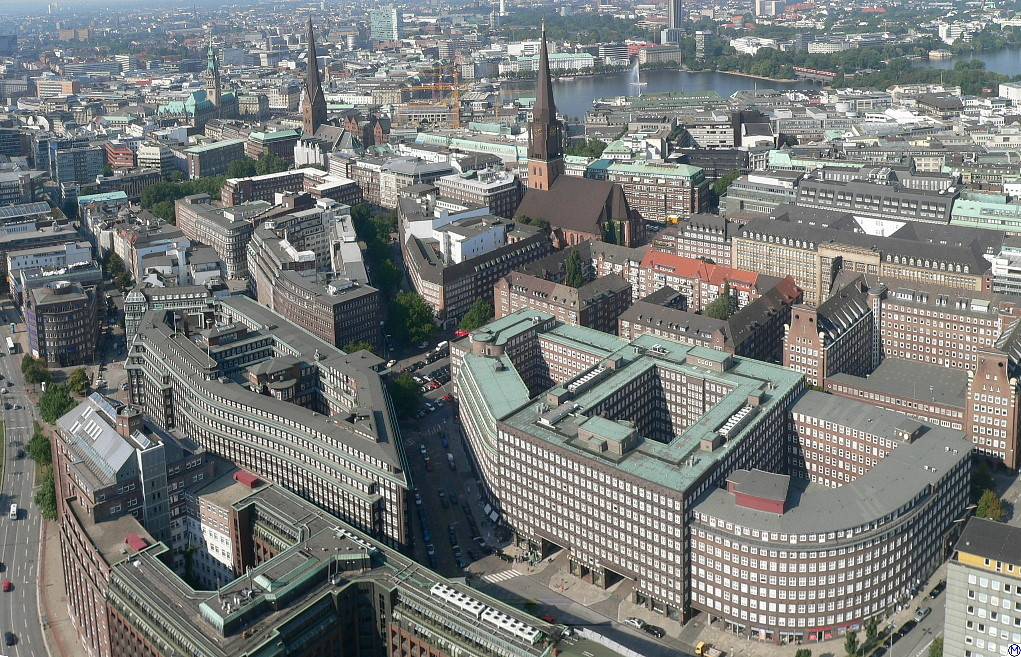
Sprinkenhof (rechts) und das Chilehaus (links)

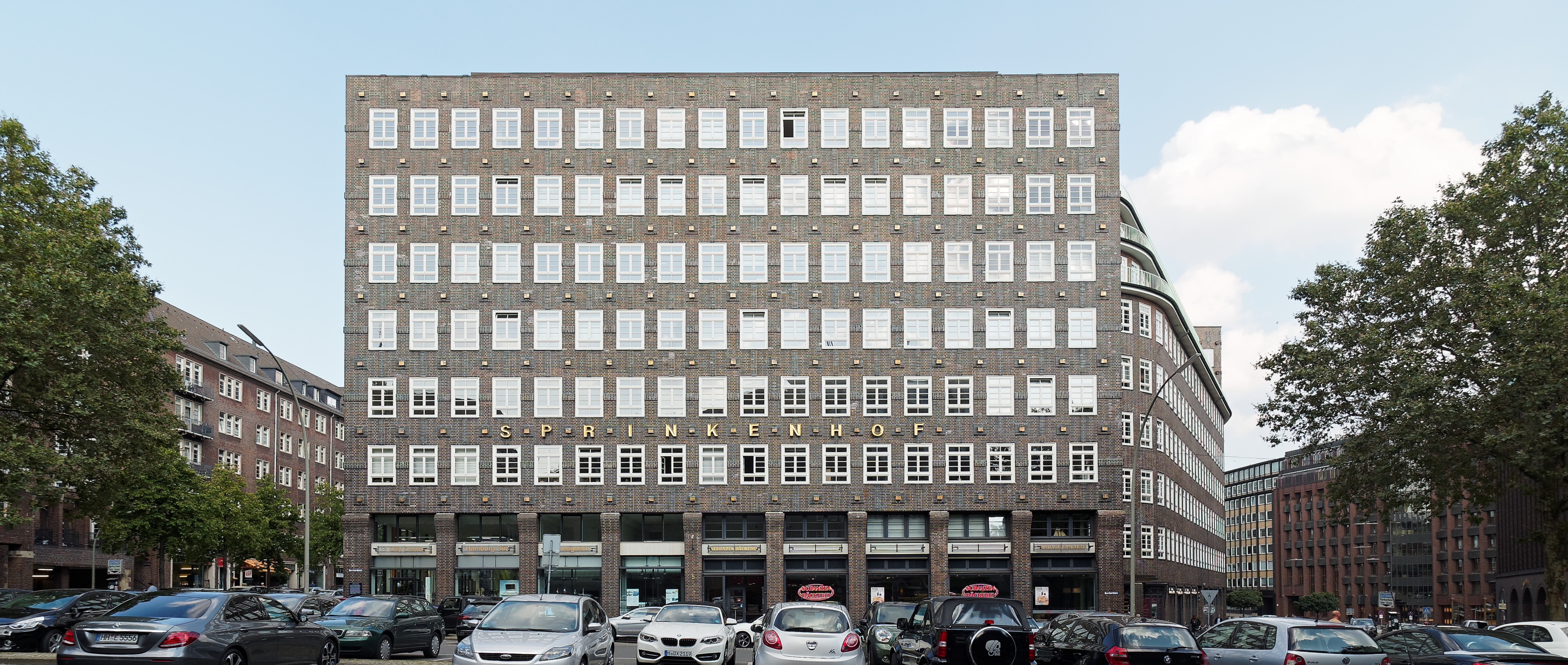
Westseite des Gebäudes am Burchardplatz

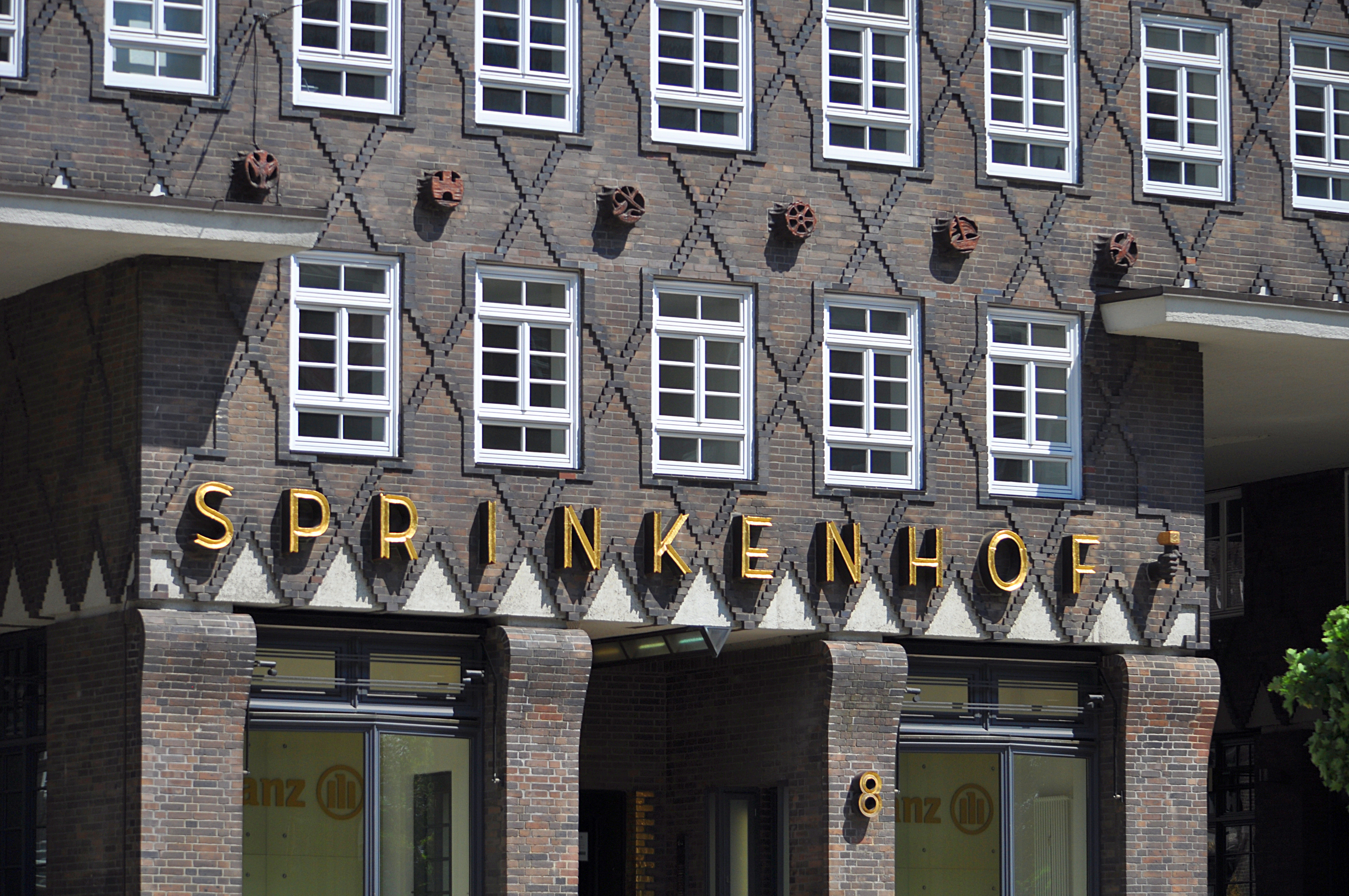
Fassadendetails am Sprinkenhof

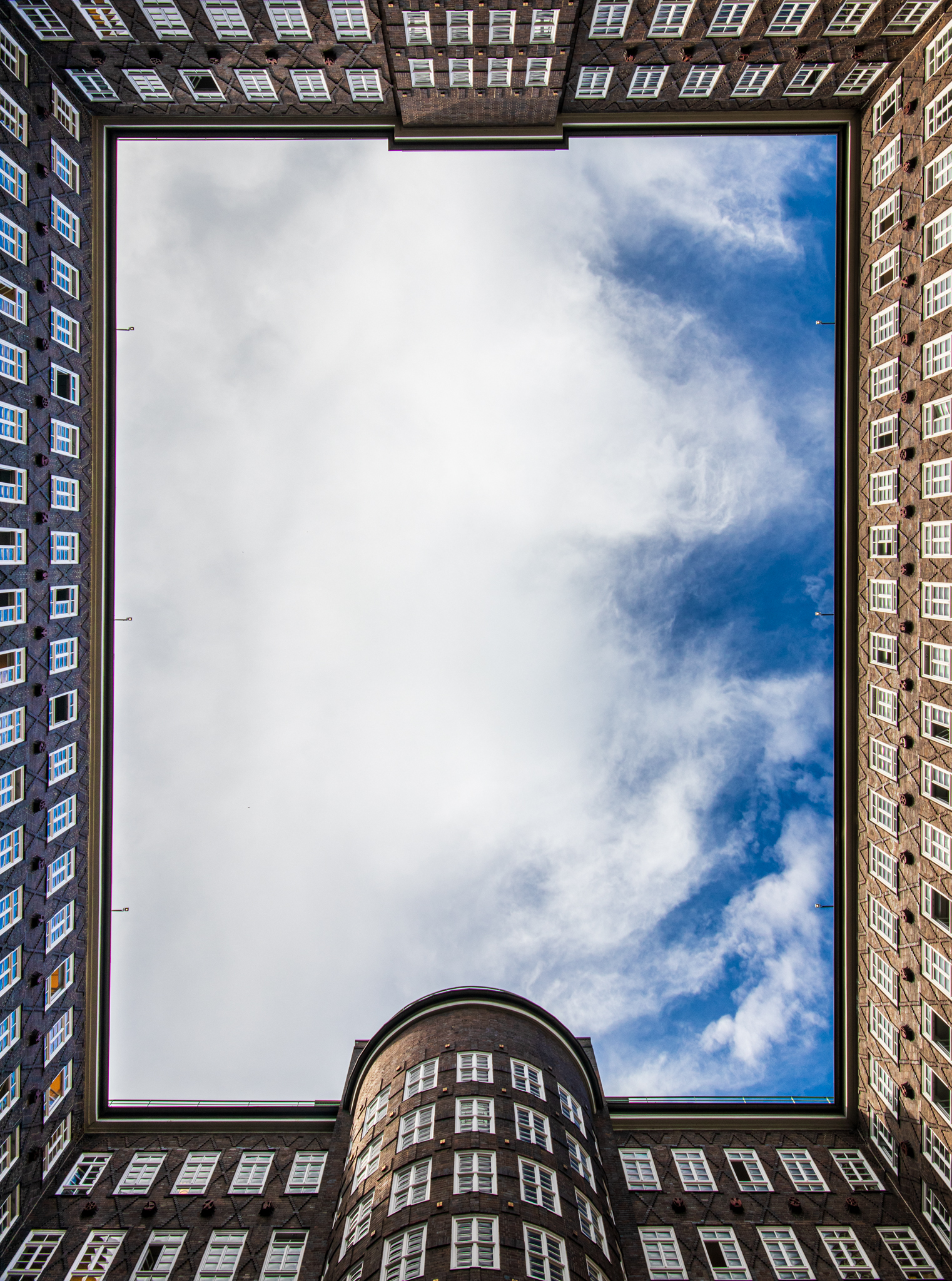
Innenhof

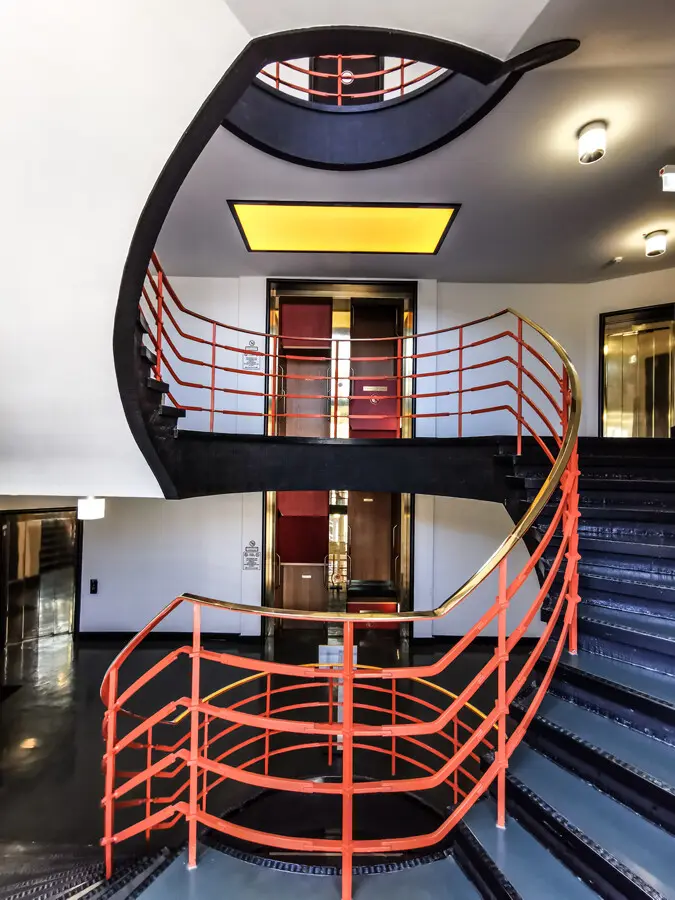
Treppenhaus

Der Sprinkenhof ist ein neunstöckiges Kontorhaus im Stil des Backsteinexpressionismus und Teil des Hamburger Kontorhausviertels, das den gesamten Komplex zwischen Altstädter-, Burchardstraße und Johanniswall einnimmt. Die Namensgebung „Sprinkenhof“ geht darauf zurück, dass im Jahr 1384 ein Schmied namens Johann Sprink vom Domkapitel ein Grundstück kaufte, auf dem heute der Sprinkenhof steht. Durch den Innenhof verläuft zwischen Burchard- und Altstädter Straße in zwei parallelen Führungen die Springeltwiete. Das Bürohaus wurde von 1927 bis 1943 in drei Bauabschnitten von Hans und Oskar Gerson und Fritz Höger erbaut und ist Namensgeber des städtischen Immobilienunternehmens Sprinkenhof GmbH.
Seit dem Jahr 2015 gehört der Sprinkenhof als Teil des Kontorhausviertels zusammen mit der Hamburger Speicherstadt und dem Chilehaus zum UNESCO-Weltkulturerbe.

## Geschichte des Gebäudes

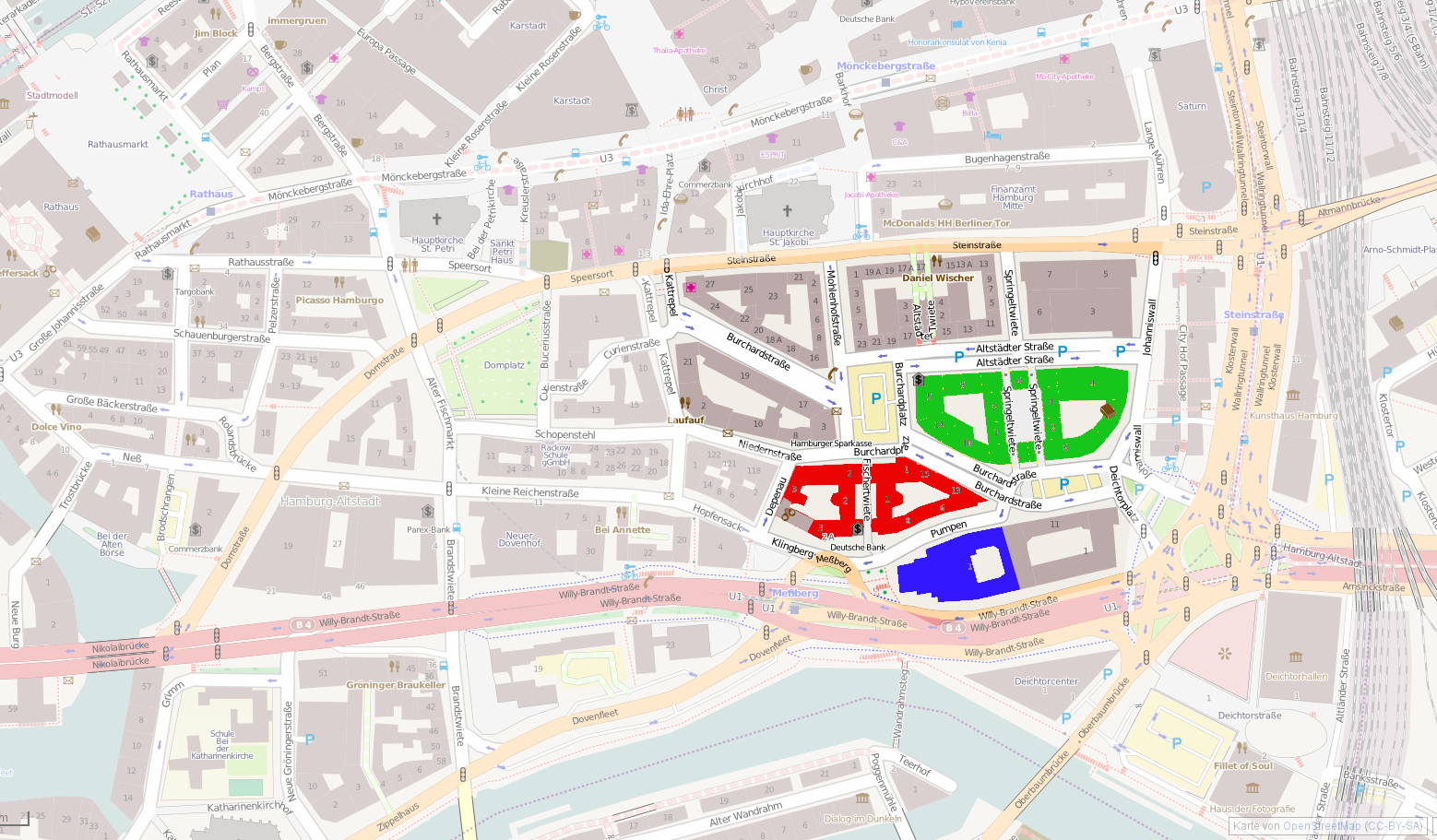
Kontorhausviertel mit Chilehaus (rot), Sprinkenhof (grün), Meßberghof (blau)

Mit den Arbeiten am Sprinkenhof begannen die Gersons 1925 zusammen mit Höger einen weiteren Monumentalbau im Kontorhausviertel, unmittelbar nordöstlich des Chilehauses – nur durch die Burchardstraße getrennt – gelegen. Die Zusammenarbeit der beiden Büros erfolgte aufgrund einer Ausschreibung zur Erlangung des günstigsten Angebots durch den Investor auch in Hinblick auf ihre Bauten in unmittelbarer Nachbarschaft (Meßberghof und Chilehaus). Der Entwurf sah zunächst noch 122 Wohnungen mit 10.600 m² vor, die jedoch nicht realisiert wurden. Im Kellergeschoss wurde die erste Tiefgarage Hamburgs vorgesehen. In der Weimarer Republik war in dem Gebäude auch eine Abteilung (Stadtbezirk) der „kasernierten Ordnungspolizei“ mit mehreren Hundertschaften untergebracht.
Hamburgs damals größter Bürokomplex mit Läden, Wohn- und Lagerräumen umschließt drei Innenhöfe. Den mittleren Hof teilen zwei Straßen, die zu einer Tiefgarage führten. Von 1999 bis 2002 fand ein Umbau mit umfassender Sanierung statt.
Die zentrale Grundform zur Überbauung der Springeltwiete war ein neunstöckiger Kubus. Die Fassade ist von einem rautenförmigen Klinkermuster überzogen und betont damit den Blockcharakter. Regelmäßige Ornamente von Ludwig Kunstmann mit Symbolen von Handel und Handwerk schmücken die Fassade. Für den Fassadenschmuck sind Klinker und Terrakotten eingesetzt. Neben dem Süd-Eingang im Zentralbau ragt eine riesige Faust mit einem vergoldeten Hammer aus der Fassade, die ebenfalls von Ludwig Kunstmann stammt.
Hans und Oskar Gerson beriefen sich in der Form auf Elemente des Dogenpalastes von Venedig und die Casa de las Conchas in Salamanca. Später kam am Burchardplatz nach der Konzeption von Fritz Schumacher ein weiterer, leicht abgesetzter Flügel hinzu. Im Osten, am Johanniswall, entstand ein weiterer Flügel, der von Fritz Höger allein ausgeführt wurde, da Hans Gerson bereits 1931 verstorben war und Oskar Gerson aufgrund seiner jüdischen Abstammung im Zuge der nationalsozialistischen Judenausgrenzung ab 1933 seinen Beruf nicht mehr ausüben durfte.
Im östlichen Flügel hat die Innenbehörde ihren Sitz. Dieser Flügel weist an der Ecke Niedernstraße / Johanniswall eine große „runde Ecke“ auf.
Zusätzlich zu dem Bauschmuck von Ludwig Kunstmann arbeitete noch ein weiterer Bildhauer für den Sprinkenhof: Hans Wagner schuf vier Sandstein-Großplastiken. Zwei von ihnen wurden 1943 durch einen Bombentreffer zerstört, zwei blieben erhalten: ein Mann mit einem eigenartigen Hammer über der Schulter und eine Frau, die ihren Fuß auf einen Fisch gesetzt hat.

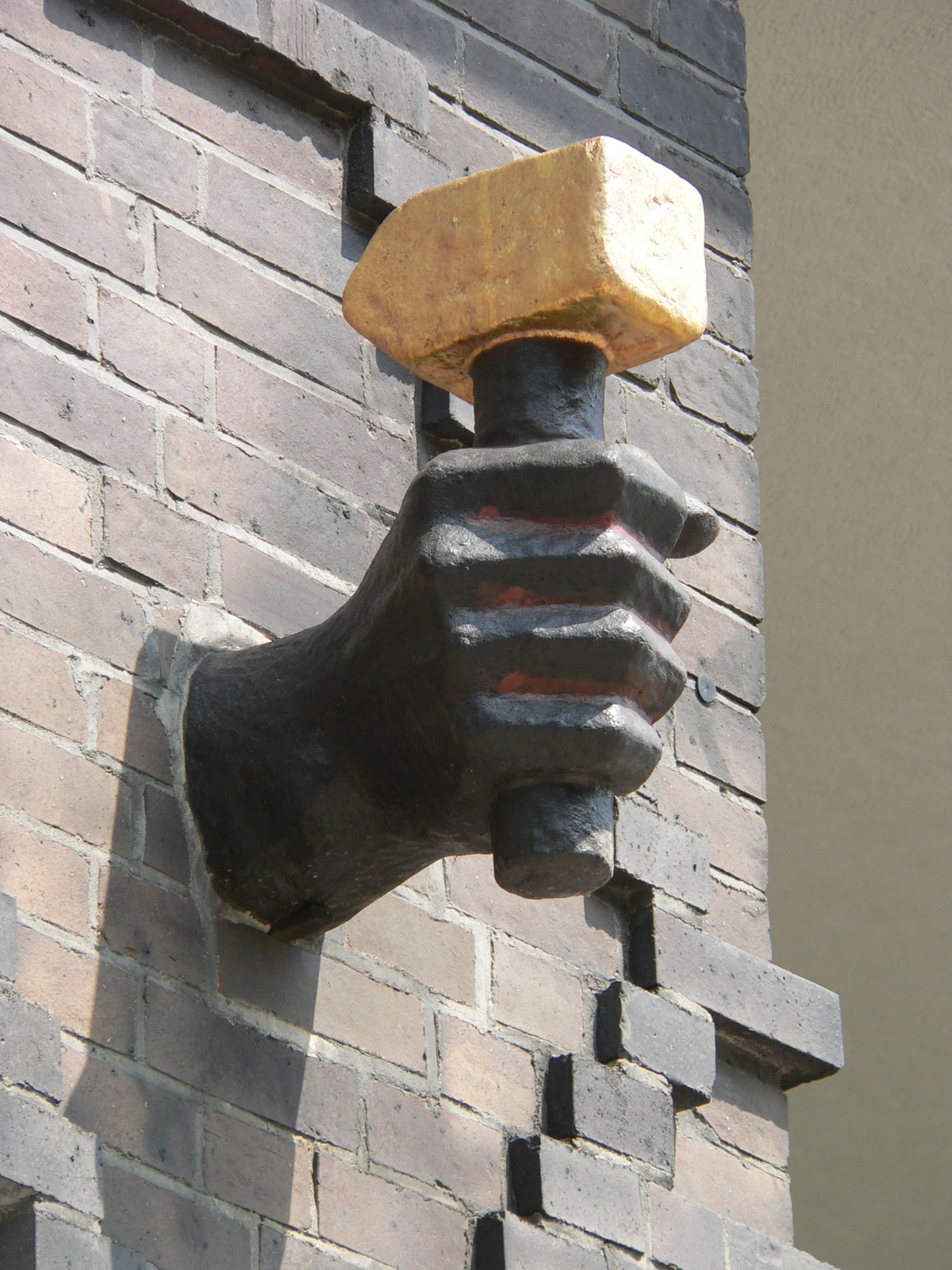
Goldener Hammer von Ludwig Kunstmann
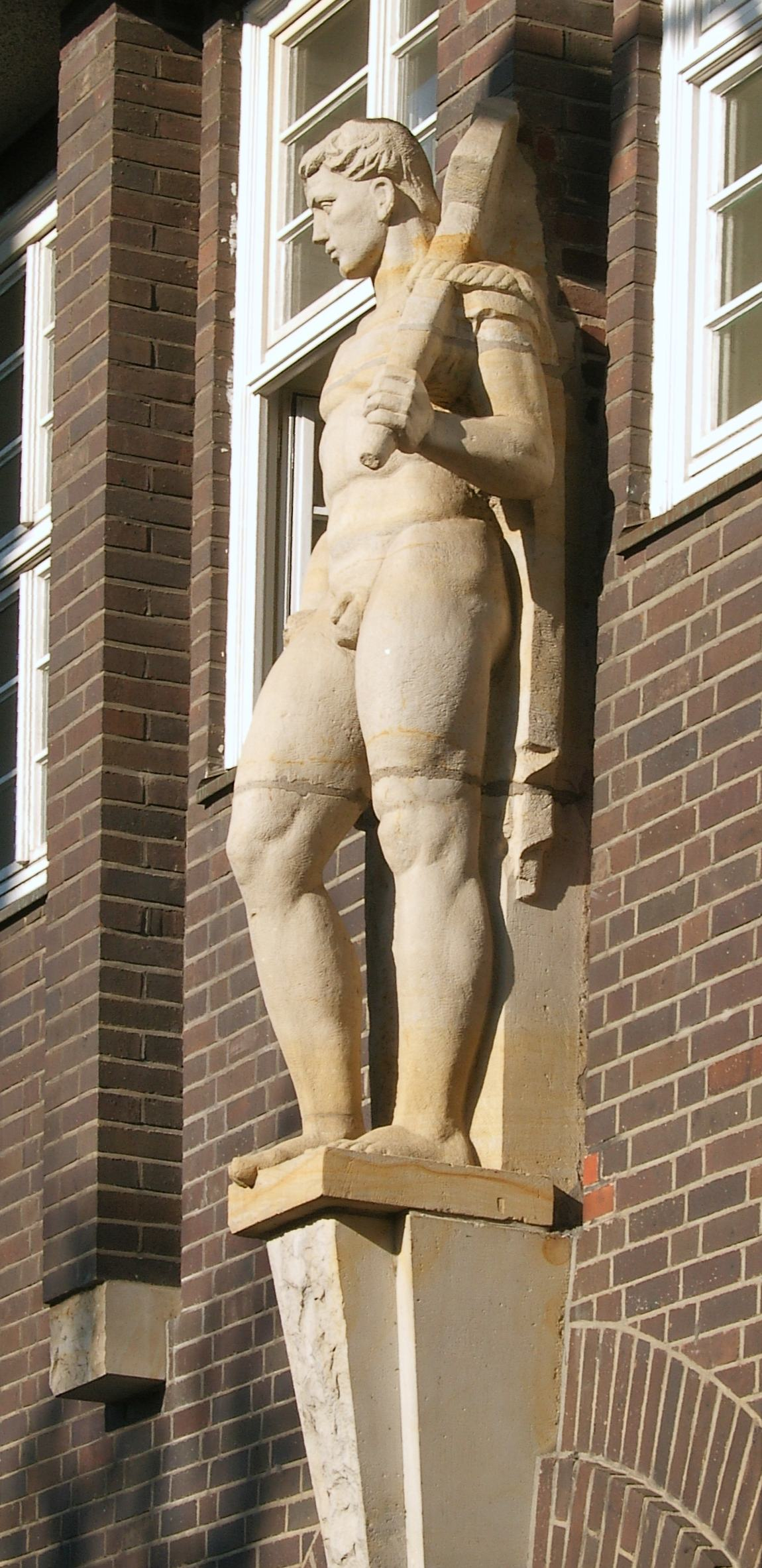
Große männliche Figur mit Hammer von Hans Wagner
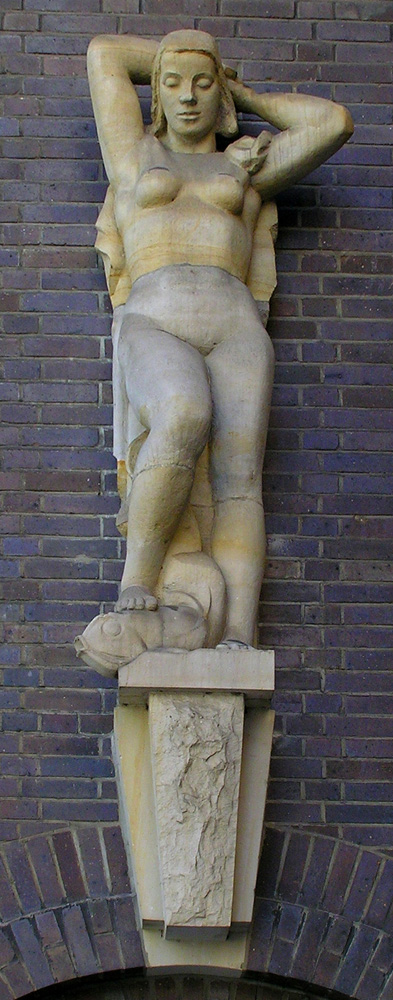
Große weibliche Figur mit Fisch von Hans Wagner

## Geschichte des Unternehmens: Sprinkenhof GmbH
Die beiden bauausführenden Unternehmen Philipp Holzmann AG und Friedrich Holst gründeten noch während des Baus die Geschäftshaus Altstadt AG zur Verwaltung des neuen Bürogebäudes. 1935 ging diese in den Besitz der Stadt Hamburg über und wurde einige Jahre später in Sprinkenhof AG umbenannt. Ab 1950 übertrug die Stadt sämtliche ihrer gewerblich vermieteten Immobilien an die Sprinkenhof AG zur Bewirtschaftung. 2014 wurde die Gesellschaftsform von AG in GmbH geändert. Heute nutzt die Hansestadt die in die stadteigene Holding HGV eingebundene Verwaltungsgesellschaft für nahezu alle Immobiliengeschäfte.
Ende 2007 verwaltete Sprinkenhof insgesamt 1874 überwiegend städtische Objekte mit zusammen 5618 Mietverträgen sowie 4312 Kfz-Stellplätzen, darunter solche Gebäude wie die Hamburgische Staatsoper, das Schmidt-Theater oder den Reisepavillon am Jungfernstieg.